# トミカヒーローズ ジョブレイバー 特装合体ロボ
トミカヒーローズ ジョブレイバー 特装合体ロボは2022年よりタカラトミーが展開する玩具シリーズ「トミカヒーローズ」のWEBアニメーション作品および、同作品に関連して販売する玩具。街で見かける実在のはたらく車をテーマに消防車・パトカー・救急車などがロボット（ジョブレイバー）へと変形する。「ジョブレイバー」は、仕事を意味する「JOB」と勇者を意味する「BRAVER」を元にした造語である。

## 概要
トミカにはヒーロー要素を盛り込んだシリーズとして2006年の「トミカハイパーシリーズ」、2020年からの「トミカ絆合体 アースグランナー」があり、これらに続く企画商品として「トミカ ジョブレイバー」が展開された。以前までのシリーズでは架空の車両がロボットに変形する商品であったが、本シリーズからは、ターゲット層である3歳半から6歳の子供たちが実際に街でみかけることができる救急車やパトカーなどの実車両がモデルとなった。実車両がモデルであるため、作中では車両が大きく破損するなどの事故を連想させる表現は行われない。
作中では、実在する車（アーマートミカ）とお仕事ロボット（ジョブロイド）が合体し、街を守る人型ロボット・ジョブレイバーへと変形する。ヤマト運輸の集配トラックをモデルとしたロボットは輸送を行う後方支援を担うなど、モデルとなる実車両の役割に応じた活躍が作中でもなされる。
玩具のアーマートミカはその実車両のメーカーないし運用企業が監修する。実車がモデルであるために、変形のための過度なデフォルメ等は行われない。玩具はジョブロイドとアーマートミカがセットで販売され、アニメーション作品同様の合体・変形を行うことができるが、これは商品である玩具で実現可能な変形方法が確立されたのちにアニメに反映されるためである。
これらの実車両を製作・運用している企業とのコラボレーション等も行われ、ヤマト運輸では職業見学体験コース中にロボットが展示されたり、川崎重工ではモデルとして採用されたヘリコプターの実機である「BK117 D-3」の設計開発に携わった技術者との対談動画が公開されるなどした。

## WEBアニメーション
商品の展開は2022年7月からであったが販売に先駆け、タカラトミーチャンネルにて2022年4月22日から配信が開始された。

### ストーリー背景
物語はトミカワールドの「フィーチャーシティ 技術実証特区」を舞台とする。特区ではジョブロイドと呼ばれるアンドロイドが「SOFIAシステム」に接続・管理され、様々な仕事を行っていた。これらジョブロイドをさらに活用するため「働く乗り物」とジョブロイドを組み合わせる「ジョブレイバー」が考案され、警察・消防・救急の公的機関や民間企業での試験運用が始まった。
ある日から「SOFIAシステム」で管理されているはずのジョブロイドが暴走する事件が発生するようになる。警察・消防・救急のジョブレイバーがそれらの事件の解決に乗り出す。

### 登場キャラクター
司令官
声 - 小林沙苗
Wapper、MAT、A.I.D、RAY、GUARD、LEADの上司。司令所にてWapper、MAT、A.I.D、GUARD、LEADのZIPメタル解凍許可などの指示を出す。
工場長
声 - 金光宣明
BUTCHが働くゴミ処理場の責任者。BUTCHからはおやっさんと呼ばれる。8話においてBUTCHのZIPメタルの解凍許可の指示を出した。
AI音声
声 - 小若和郁那
ヤマト運輸のAIオペレーター。10話においてTAROの緊急コードを承認した。
スタッフ
声 - 小針彩希
ヤマト運輸のスタッフ担当。名前が車田であることが判明している。10話においてTAROのZIPメタル解凍許可の指示を出した。
オペレーター
声 - 小針彩希
サカイ引越センターのオペレーター。11話においてkokoroのZIPメタル解凍許可の指示を出した。
所長
声 - 陣谷遥、水島裕
BULL、およびツクルが働く建設現場の責任者。12話においてBULLの、31話においてツクルのZIPメタル解凍許可の指示を出した。
管制官
声 - 興津和幸
空港の管制官。18話、22話においてツバサ、ムスブ、セカイのZIPメタル解凍許可の指示を出した。
セルフレジ
セブン‐イレブンのセルフレジ。21話においてBeNRYのZIPメタル解凍許可の指示を出した。
ピット
声 - 白石兼斗
DayならびにBirthのピットクルー。24話においてDayならびにBirthのZIPメタル解凍許可の指示を出した。
本部
声 - 若林佑
あきんどスシローの本部。27話においてU-maidのZIPメタル解凍許可の指示を出した。
レイノルド・ホーキング博士
声 - 立木文彦
ジョブロイドの開発とSOFIAシステムの提唱者。GR@PEからの資金援助により開発を進めていたがロイに試作第0号機共々監禁されていたが、15話で救出された。
27話ではGR@PEに所属していることが判明した。
36話からはジョブロイド事件の専門機関「SEED」の設立を国から任され、RAY、Shokoと共に活動することとなった。
ロイ・ハウアー
声 - 水島裕、新祐樹（31話）
GR@PEのCEO。ジョブロイドの社会的貢献により信頼も厚い。ジョブロイド暴走事件の黒幕。ジョブロイド暴走事件後は逃亡しアダマスソフトを設立、再びジョブロイド暴走事件を起こす。
35話にて逮捕され、そこで自身が管理し均一化されたより良い未来を作るために暴走事件を起こしていたことが判明する。

### 登場メカ

#### ジョブロイド
ジョブレイバーに特装合体するジョブロイドたち。ジップメタルの塊を持った右手を前方に突き出す事で特装合体が開始されるが、レイノルド博士によりバージョンアップしたWapper、MAT、A.I.Dの3体およびツクル、GUARD、LEADはジップメタルの塊を使用せず、右手を握り拳にして突き出すだけで特装合体できる。なおWapper、MAT、A.I.D、RAY、Reynold(シルバー)、GUARD、LEAD、Shoko以外のジョブロイドは民間ジョブロイドで、ブレイバーシステムを起動する際独特のポーズを取るものが多い。
Wapper/Wapper Mk-II（ワッパー/ワッパーマークツー）
声 - 小林沙苗  
警察ジョブロイド。紺色のボディーに黒いネクタイと警察帽子のパーツが付いた警察官のような姿をしている。雷など大きな音が苦手。
16話でMk-IIにバージョンアップ。顔と手足の銀色だった部分および肩が金色になった。
28話でレイノルド博士の協力で更にバージョンアップ（名前はWapperに戻されている）。カラーリングはMk-IIになる前と同じ紺色と銀色で黒いネクタイと警察帽子のパーツという構成も変わらないが、警察帽子のパーツが大きくなって警察官らしくなった。
MAT/MAT Mk-II（マット/マットマークツー）
声 - 小林沙苗  
消防ジョブロイド。消防士のヘルメットを思わせる頭部が特徴。声がWapperやA.I.Dに比べて若干高めで、人前で話すことが苦手。
18話でMk-IIにバージョンアップ。ボディーがオレンジから深緑になって目の色が青色から黄色に変わり、手足も黄色になった。
29話でレイノルド博士の協力で更にバージョンアップ（名前はMATに戻されている）。カラーリングはMk-IIになる前と同じオレンジ色だが、前証としころが付いた消防ヘルメットを被った見た目になったため消防隊員らしくなった。なお目の色はMk-IIになる前と同じ青色になっている。
A.I.D/A.I.D Mk-II（エイド/エイドマークツー）
声 - 小林沙苗  
救急ジョブロイド。救急隊員のヘルメットを思わせる頭部が特徴で、前二者より機械的な喋り方をする。極度な心配性。
18話でMk-IIにバージョンアップ。顔の銀色の部分と手足の色が銅色に、目の色が朱色に変わり、ボディーも水色一色から青と水色のツートンカラーになり、より救急隊員らしくなった。
29話でレイノルド博士の協力で更にバージョンアップ（名前はA.I.Dに戻されている）。カラーリングはMk-IIになる前と同じ水色一色だが、ヘルメットパーツのデザインが変更され、ゴーグル型のパーツが付いた。なお目の色はMk-IIの時と同じ朱色である。
RAY（レイ）
声 - 真白健太朗
機捜ジョブロイド。一部金色塗装の黒色のボディーに黒いネクタイと警察帽子のパーツが付いた警察官のような姿をしている。レイノルド・ホーキング博士によって最初に作られた、試作0号機のジョブロイドであり、ワンタイムパスワードがなくても特装合体できる。
16話からアダマスソフトに潜入した後ロイに操られ、ポリスブレイバーNULLとしてジョブロイド暴走事件を引き起こしていたものの、26話にて激しい戦いの後、元に戻った。
32話ではギガントポリスブレイバーゼロに合体した状態でギガントポリスブレイバーエターナル(シルバー)と共にロイが操るマシンの暴走制御に駆けつけた。なおツクルとの会話によれば洗脳から解放された後はシルバーと共に暴走ジョブロイドの警戒に当たっていた模様。
また25話でオーバードライブ化を披露した後は、ポリスブレイバーゼロに合体すると元々金色だった部分が赤に変わるようになり、使用する覆面パトロールカーも赤いラインが入った仕様になった。
36話でバージョンアップ。カラーリングやパーツの構成は変わらないものの、警察帽子のパーツが大きくなって警察官らしくなった。また、SEEDに所属し、引き続き潜入捜査を担当することになった。
BUTCH（ブッチ）
声 - 松田颯水
清掃ジョブロイド。清掃員のヘルメットを思わせる頭部と作業服を思わせる胴体が特徴。ブレイバーシステムを起動する際には右腕を斜め下に伸ばし、左手を握り拳にして胸の前に持ってくるポーズを取る。
15話以降は再登場していなかったが、32話で再登場した。
33話ではセントラルタワーへ向かう途中で暴走ジョブロイドに行く手を阻まれるがライオットポリスブレイバー(GUARD)に助けられる。
TARO（たろう）
声 - 井上麻里奈
宅配便ジョブロイド。ヤマト運輸所属のジョブロイドでクロネコヤマトの制服をモチーフとした姿をしている。頭部の猫のような耳は、他のジョブロイドやジョブレイバーの思考を読み取る能力がある。ブレイバーシステムを起動する際には両腕を上に伸ばし、両手を頭の両側に持っていき、猫の耳を表現したポーズを取る。
15話以降は再登場していなかったが、32話で再登場した。
33話ではセントラルタワーへ向かう途中で暴走ジョブロイドに行く手を阻まれるがライオットポリスブレイバー(GUARD)に助けられる。
kokoro（ココロ）
声 - 津田美波
引越ジョブロイド。サカイ引越センター所属のジョブロイドでサカイ引越センターの制服をモチーフとした姿をしており、頭部にはパンダを思わせる耳のようなパーツがある。ブレイバーシステムを起動する際には右腕を握り拳にして斜め下に伸ばし、左腕を握り拳にして胸の前に持ってくるポーズを取る。
15話以降は再登場していなかったが、32話で再登場した。
33話ではセントラルタワーへ向かう途中で暴走ジョブロイドに行く手を阻まれるがライオットポリスブレイバー(GUARD)に助けられる。
BULL（ブル）
声 - 大地葉
建設ジョブロイド。建設作業員のヘルメットを思わせる頭部と作業服を思わせる胴体が特徴。
シルバー/Reynold（レイノルド）
声 - 立木文彦
警察ジョブロイド。一部金色塗装のグレーのボディーに黒いネクタイと警察帽子のパーツが付いた警察官のような姿をしている。その名の通り、レイノルド博士が手元の試作ジョブロイドを改造し、遠隔操作している。
36話でバージョンアップ。カラーリングやパーツの構成は変わらないものの、警察帽子のパーツが大きくなって警察官らしくなった。
BeNRY（ベンリー）
声 - 七瀬彩夏
コンビニジョブロイド。セブンｰイレブン所属のジョブロイドでセブンイレブンの制服をモチーフとした姿をしている。ブレイバーシステムを起動する際のポーズはWapperやMAT、A.I.Dと同じもの。
21話以降は再登場していなかったが、32話で再登場した。
33話ではセントラルタワーへ向かう途中で暴走ジョブロイドに行く手を阻まれるがライオットポリスブレイバー(GUARD)に助けられる。
ツバサ、ムスブ、セカイ
声 - 駒田航、土田玲央、天海由梨奈
ツバサはパイロットジョブロイド、ムスブとセカイはCAジョブロイド。ANA所属のジョブロイドでANAの制服をモチーフとした姿をしている。他のジョブロイド達とは見た目や製造メーカーが異なる。
23話以降は再登場していなかったが、32話で再登場した。
Day（デイ）
声 - 日向未南
レースジョブロイド。レーシングドライバーを思わせる青い頭部のヘルメットとレーシングスーツの胴体が特徴。
Birth（バース）
声 - 鈴江祐里奈
レースジョブロイド。レーシングドライバーを思わせる黄色い頭部のヘルメットとレーシングスーツの胴体が特徴。
U-maid（ウマイド）
声 - 吉岡茉祐
おすしジョブロイド。あきんどスシロー所属のジョブロイドでスシローの制服をモチーフとした姿をしている。ブレイバーシステムを起動する際には握った寿司を下駄の上に置く動作を思わせるポーズを取る。
27話以降は再登場していなかったが、32話で再登場した。
33話ではセントラルタワーへ向かう途中で暴走ジョブロイドに行く手を阻まれるがライオットポリスブレイバー(GUARD)に助けられる。
ツクル
声 - 一ノ瀬ゆうり
建設ビッグジョブロイド。重機のオペレーターを思わせる黄色い頭部のヘルメットと黒い作業服のようなボディーが特徴。
玩具版では他のジョブロイドより大きめになっているが、アニメ版では他のジョブロイドと変わらない大きさである。
GUARD（ガード）
声 - ユルドゥズ香音
機動隊ジョブロイド。機動隊員を思わせる黒色のバイザー付きヘルメットと紺色の出動服のようなボディーが特徴。
33話で暴走ジョブロイドの渋滞に巻き込まれたBUTCH、TARO、kokoro、BeNRY、U-maidをライオットポリスブレイバーに合体して救出し、その後は彼らと共にセントラルタワーへ向かう。
LEAD（リード）
声 - 朝月ひな
交通機動隊ジョブロイド。交通機動隊員を思わせる白色の頭部のヘルメットと真ん中に白黒の線が入った青い交通乗車服のようなボディーが特徴。
33話でトラフィックポリスブレイバーに合体して暴走トラックの阻止に当たり、その後はBUTCH、TARO、kokoro、BeNRY、U-maid、GUARDと共にセントラルタワーへ向かう。
Shoko（ショウコ）
声 - 真堂圭
警察ジョブロイド。紺色のボディーに黒いネクタイとスカートのような腰回りに、警察帽子のパーツが付いた警察官のような姿をしている。
SEEDに所属し、様々な事件の分析を担当する。

#### ジョブレイバー
ポリスブレイバー 日産 NISSAN GT-R パトロールカー
声 - 鵜澤正太郎
Wapperとアーマートミカ NISSAN GT-R パトロールカーが特装合体したジョブレイバー。武器はK-0リボルバー。
ファイヤブレイバー モリタ CD-I型 ポンプ消防車
声 - 新祐樹
MATとアーマートミカ モリタ CD-I型 ポンプ消防車が特装合体したジョブレイバー。武器はホースイカノン。
メディブレイバー トヨタ ハイメディック救急車
声 - 堀江瞬
A.I.Dとアーマートミカ トヨタ ハイメディック救急車が特装合体したジョブレイバー。武器はアンビュ・ランスとルーフシールド。
ポリスブレイバー Honda VFR 白バイ
声 - 鵜澤正太郎
Wapper(24、25話ではWapper Mk-II)とアーマートミカ Honda VFR 白バイが特装合体したジョブレイバー。武器はK-Bロッド。
ファイヤブレイバー 川崎重工 BK117 D-3 消防ヘリ
声 - 新祐樹
MATとアーマートミカ 川崎重工 BK117 D-3 消防ヘリが特装合体したジョブレイバー。武器はディフェンスブレード。
メディブレイバー 川崎重工 BK117 D-3 ドクターヘリ
声 - 堀江瞬
A.I.Dとアーマートミカ 川崎重工 BK117 D-3 ドクターヘリが特装合体したジョブレイバー。武器はディフェンスブレード。
ポリスブレイバーZERO 日産 NISSAN GT-R 覆面パトロールカー
声 - 真白健太朗
RAYとアーマートミカ 日産 GT-R 覆面パトロールカー(ブラック)が特装合体したジョブレイバー。武器はK-0リボルバー零式。
ポリスブレイバーZERO Honda VFR 黒バイ
声 - 真白健太朗
RAYとアーマートミカ Honda VFR 黒バイが特装合体したジョブレイバー。武器はK-Bロッド零式。
クリーンブレイバー トヨタ ダイナ 清掃車
声 - 豊永利行
BUTCHとアーマートミカ トヨタ ダイナ 清掃車が特装合体したジョブレイバー。武器は両腕のプレスナックル。
キャリーブレイバー ヤマト運輸 集配トラック
声 - KENN
TAROとアーマートミカ ヤマト運輸 集配トラックが特装合体したジョブレイバー。武器はGTグローブ。
キャリーブレイバー サカイ引越センター 引越トラック
声 - 伊藤健太郎
kokoroとアーマートミカ サカイ引越センター 引越トラックが特装合体したジョブレイバー。武器はGTグローブ。
ビルドブレイバー コマツ 油圧ショベル PC200
声 - 沢城千春
BULLとアーマートミカ コマツ 油圧ショベル PC200が特装合体したジョブレイバー。武器は右腕のアームとビルドウインチ。
ポリスブレイバーエターナル 日産 NISSAN GT-R 覆面パトロールカー
声 - 立木文彦
Reynoldとアーマートミカ 日産 NISSAN GT-R 覆面パトロールカー(シルバー)が特装合体したジョブレイバー。武器はK-0リボルバー無限式。
ポリスブレイバー 日産 フェアレディZ パトロールカー
声 - 鵜澤正太郎
Wapper MK-IIとアーマートミカ 日産 フェアレディZ パトロールカーが特装合体したジョブレイバー。武器はT-4マグナム百十式。
ギガントポリスブレイバー KOBANアーマー 日産 フェアレディZ パトロールカー
声 - 鵜澤正太郎
ポリスブレイバー 日産 フェアレディZ パトロールカーとKOBANアーマー 警察犬ワンワンマルが超特装合体したジョブレイバー。武器はKOBANロッド54-DとKOBANシールド110。
ファイヤブレイバー モリタ スーパージャイロラダー
声 - 新祐樹
MAT MK-IIとアーマートミカ モリタ スーパージャイロラダーが特装合体したジョブレイバー。武器はラダーブレード845型。
ギガントファイヤブレイバー 消防署アーマー モリタ スーパージャイロラダー
声 - 新祐樹
ファイヤブレイバー モリタ スーパージャイロラダーと消防署アーマー 消防龍クロスニクスが超特装合体したジョブレイバー。武器はLS-9カッターとリュウドスイカノンHI-KC。
メディブレイバーカスタム トヨタ ハイメディック救急車
声 - 堀江瞬
A.I.D MK-IIとアーマートミカ トヨタ ハイメディック救急車（東京消防庁）が特装合体したジョブレイバー。武器はルーフシールドとC.D.Zハンマー/C.D.Zランス。
ギガントメディブレイバー 消防署アーマー トヨタ ハイメディック救急車　
声 - 堀江瞬
メディブレイバーカスタム トヨタ ハイメディック救急車と消防署アーマー 消防龍クロスニクスが超特装合体したジョブレイバー。武器はルーフシールドとTO-Kブラスター。
ポリスブレイバーNULL 日産 フェアレディZ 覆面パトロールカー
声 - 真白健太朗
機捜ジョブロイドとアーマートミカ 日産 フェアレディZ 覆面パトロールカーが特装合体したジョブレイバー。武器はT-4マグナム零式とNULLウイングス。
16話から突如現れ、ジョブロイド暴走事件を再び引き起こした。
キャリーブレイバー セブン-イレブン 配送トラック
声 - 間島淳司
BeNRYとアーマートミカ セブン-イレブン 配送トラックが特装合体したジョブレイバー。武器はGTグローブ。
アニメでは敬語で喋るロボットになっている。
スカイブレイバー ANA ジェット旅客機
声 - 駒田航
ツバサ、ムスブ、セカイとアーマートミカ ANA ジェット旅客機が重連特装合体したジョブレイバー。武器はマイルブラスターV-49式とコンテナシールドTQ-OF。
レースブレイバー 日産 NISSAN GT-R
声 - 徳石勝大
Dayとアーマートミカ 日産 NISSAN GT-Rが特装合体したジョブレイバー。武器はV型六鬼刀 炎神。
素体がレーシングカーという公道を走れない車のためか、34話でのロイのロボットとの闘いには未参戦。
レースブレイバー 日産 フェアレディZ
声 - 福原かつみ
Birthとアーマートミカ 日産 フェアレディZが特装合体したジョブレイバー。武器はV型六鬼刀 焔刃。
素体がレーシングカーという公道を走れない車のためか、34話でのロイのロボットとの闘いには未参戦。
ポリスブレイバーNULL OVERDRIVE 日産 フェアレディZ 覆面パトロールカー
声 - 真白健太朗
機捜ジョブロイドと赤い模様が入ったアーマートミカ 日産 フェアレディZ 覆面パトロールカーが特装合体したジョブレイバー。武器はT-4マグナム零式。
25話ではポリスブレイバーNULL 日産 フェアレディZ 覆面パトロールカーが直接この形態へと変化した。
ギガントポリスブレイバーNULL OVERDRIVE 日産 フェアレディZ 覆面パトロールカー
声 - 真白健太朗
ポリスブレイバーNULL OVERDRIVE 日産 フェアレディZ 覆面パトロールカーとバディロイド 百獣帝王ゼロレオンが超特装合体したジョブレイバー。武器はライオットセイバーCC-16とライオットライフルO2-KB。
ギガントポリスブレイバーZERO OVERDRIVE 日産 フェアレディZ 覆面パトロールカー
声 - 真白健太朗
ポリスブレイバーZERO 日産 フェアレディZ 覆面パトロールカーとバディロイド 百獣帝王ゼロレオンが超特装合体したジョブレイバー。武器はライオットセイバーCC-16とライオットライフルO2-KB。
フードブレイバー スシロー アドトラック
声 - こぶしのぶゆき
U-maidとアーマートミカ スシロー アドトラックが特装合体したジョブレイバー。武器はO.S.C.マグローブ改10-ZC。アニメではスシロー本社が大阪府吹田市にあることを反映しているためか、関西弁を話すロボットになっている。
ポリスブレイバー トヨタ クラウン パトロールカー
声 - 鵜澤正太郎
Wapperとアーマートミカ トヨタ クラウン パトロールカーが特装合体したジョブレイバー。武器はT.J.O.ワッパー091とK-GガンKS-R2式。
ファイヤブレイバー モリタ 多目的消防ポンプ自動車 MVF
声 - 新祐樹
MATとアーマートミカ モリタ 多目的消防ポンプ自動車 MVFが特装合体したジョブレイバー。武器はC.Oカノン0-SQ型とレスキューブームTS-KL。
メディブレイバー トヨタ ハイメディック救急車
声 - 堀江瞬
A.I.Dとアーマートミカ トヨタ ハイメディック救急車（新型）が特装合体したジョブレイバー。武器はMSブレードCGⅡとQQバックラーO.E.C.A.Ⅲ型。
グランドビルドブレイバー
声 - 間宮康弘
ツクルとアーマートミカ コマツ HD785 ダンプトラックとコマツ D475A ブルドーザーが協働特装合体したジョブレイバー。ボディパーツはコマツ HD785 ダンプトラックの運転席を用いる。コマツ HD785 ダンプトラック荷台が腕部、コマツ D475A ブルドーザーが脚部となるダンプアームモードとコマツ D475A ブルドーザーが腕部、コマツ HD785 ダンプトラック荷台が脚部となるブルアームモードに組み換えることができる。それぞれバイザーは異なる。武器は両腕のアーム（ダンプアームモード）とP.K.Lアックス2L-8C型（ブルアームモード）。
ギガントポリスブレイバーエターナル
声 - 立木文彦
ポリスブレイバーエターナル 日産 NISSAN GT-R 覆面パトロールカーと、白銀のKOBANアーマーが超特装合体したジョブレイバー。
ライオットポリスブレイバー トヨタ ハイエース 遊撃車
声 - 小林親弘
GUARDとアーマートミカ トヨタ ハイエース 遊撃車が特装合体したジョブレイバー。武器はLIオートランチャー110式、KVロッド1000R2型、KVシールドKC1-O型。
トラフィックポリスブレイバー トヨタ クラウン 覆面パトロールカー
声 - 梶原岳人
LEADとアーマートミカ トヨタ クラウン 覆面パトロールカー(ホワイト)が特装合体したジョブレイバー。武器は融動刀QO-Ⅱと覚醒鬼MEGA-Ⅳ。
ポリスブレイバーZERO 日産 フェアレディZ 覆面パトロールカー
声 - 真白健太朗
RAYと赤い模様が入ったアーマートミカ 日産 フェアレディZ 覆面パトロールカーが特装合体したジョブレイバー。
34話にて初めてこの姿で登場。
ポリスブレイバーエターナル トヨタ クラウン 覆面パトロールカー
声 - 立木文彦
Reynoldとアーマートミカ トヨタ クラウン 覆面パトロールカー(シルバー)が特装合体したジョブレイバー。武器はK-GガンKS-R2式と、T.J.O.ワッパーT4GO。
ギガントポリスブレイバーエターナル トヨタ クラウン 覆面パトロールカー
声 - 立木文彦
ポリスブレイバーエターナル トヨタ クラウン 覆面パトロールカーとバディロイド 警察犬ワンワンマルエターナルが超特装合体したジョブレイバー。武器は110流GTアームズと、KOBANシールド4-NA。

#### バディロイド
KOBANアーマー 警察犬 ワンワンマル
警察犬型のバディロイド。通常は交番形態で待機。
消防署アーマー 消防龍 クロスニクス
ドラゴン型のバディロイド。通常は消防署形態で待機。
バディロイド 百獣帝王 ゼロレオン
ライオン型のバディロイド。通常は交番形態で待機。
バディロイド 警察犬 ワンワンマルエターナル
白銀の警察犬型のバディロイド。通常は交番形態で待機。

#### 大型ビークル
ブレイバートランスポーター
ジョブレイバー、ジョブロイド、アーマートミカを一度に運搬する大型運搬車。ジョブレイバーは1機のみ合体状態のままデッキアップすることができる。

## テレビアニメ
テレビ東京系列『トミプラワールド のりのりタイムズ!!』内のコーナーアニメとしてWEBアニメ版のセレクション放送を経て『特装合体ロボ ジョブレイバー』のタイトルで2025年7月6日より新作アニメシリーズの放送が開始された。放送尺がWEBアニメ版から約3倍に拡大される。

### 登場キャラクター
司令官
声 - 小林沙苗
Wapper、MAT、A.I.D、Shokoの上司。webアニメでは司令所よりWapperたちに指示を与えていたが第2話よりSEEDに所属していることが明かされ、基地を乗っ取られた際にShokoにワンタイムパス発行の権限を移譲したのち人質となる。
レイノルド・ホーキング博士
声 - 立木文彦
SEED所属の研究者。Shokoにディスクを渡し、司令官とともに人質となる。
店長
ENEOSガソリンスタンドの責任者。7話においてNEOのZIPメタル解凍許可の指示を出した。

### 登場メカ

#### ジョブロイド
Wapper（ワッパー）
声 - 小林沙苗
街を守ることが仕事の警察ジョブロイド。webアニメから続投。
webアニメ28話以降と同じく紺色のボディーに黒いネクタイと大きな警察帽子のパーツが付いた警察官のような姿をしている。正義感が強く、仕事には一生懸命向き合っているが、怖がりでドジな一面も持つ。
webアニメ版から精神面が成長している様子が見られ、暴走ジョブロイドに怯えた際も以前は司令官に一喝されていたが、今回は自ら立ち直っている。
MAT（マット）
声 - 小林沙苗
火事の消火が仕事の消防ジョブロイド。webアニメから続投。
webアニメ29話以降と同じくオレンジ色のボディーに前証としころが付いた消防ヘルメットを被った消防隊員のような姿をしている。恥ずかしがり屋なお調子者。
A.I.D（エイド）
声 - 小林沙苗
病人や怪我人を助けるのが仕事の救急ジョブロイド。webアニメから続投。
webアニメ29話以降と同じく水色のボディーにゴーグル付きのヘルメットを被った救急隊員のような姿をしている。人命救助を第一に考えるしっかり者だが、心配性。
Shoko（ショウコ）
声 - 真堂圭
婦人警官型の警察ジョブロイド。webアニメから続投。
姿はwebアニメの時と同じだが、本作では正式にSEED所属となったため左腕に腕章がついている。2話で基地を乗っ取られた司令官に代わりワンタイムパス発行の役を担う。
基本的にはしっかり者だが、5話ではACE相手にボケ倒すコミカルな一面を見せた。
TRAVIS (トラビス)
声 - 興津和幸
タクシーの乗務員ジョブロイド。  日本交通所属のジョブロイドで、日本交通の制服をモチーフとした姿をしており、 同社所属のトヨタ ジャパンタクシーに乗務している。Wapperたちに情報提供をするなど謎に包まれている。5話でMATとA.I.Dに隠していたアーマービークル モリタ 全地形対応車 レッドサラマンダーといすゞ ギガ スーパーアンビュランスを与えた。無賃乗車は許さず運賃は必ず回収する。
ACE （エース）
声 - 岩中睦樹
数々のダイブ事件を起こした悪のジョブロイド。冷静沈着で紳士的な振る舞いであるが事件を起こしたり戦ったりすることをゲームと称し楽しむ。2話でSEED基地を乗っ取る。なぜかワンタイムパスワードがなくても特装合体できる。レイノルド博士がShokoに渡したディスクを執拗に狙う。5話でShokoにディスクを渡すよう迫るもボケ倒されたため取り乱す一面を見せた。
NEO（ネオ）
声 - 朝日奈丸佳
ガソリンスタンドジョブロイド。ENEOS所属のジョブロイドで、ENEOSの制服をモチーフとしたプルシャンブルーのボディーと赤い帽子が特徴。語尾に「〜ッス」を付けて喋る元気なジョブロイド。初めはWapper達の協力者となることに乗り気ではなかったが、Wapper達（ポリスブレイバー達）がウエポンジョブロイドにエネルギーを吸われて窮地に立たされた際にTRAVISから「今彼らを救えるのはお前さんしかいない」と諭され、彼らを助けた後仲間になった。

#### ジョブレイバー
ポリスブレイバー 日産 NISSAN GT-R パトロールカー
声 - 鵜澤正太郎
Wapperとアーマービークル 日産 NISSAN GT-R パトロールカーが特装合体したジョブレイバー。武器はK-OリボルバーKS-R2式とT.J.O.ワッパー091。
ユナイトポリスブレイバー 日産 NISSAN GT-R パトロールカー 白バイアーマー
声 - 鵜澤正太郎
ポリスブレイバー 日産 NISSAN GT-R パトロールカーとユナイトビークル白バイが協働特装合体したジョブレイバー。武器はK-Bロッド改4681型とデカナックル4681型、K-OリボルバーKS-R2式、T.J.O.ワッパー091。
ファイヤブレイバー モリタ 多目的消防ポンプ自動車 MVF
声 - 新祐樹
MATとアーマービークル モリタ 多目的消防ポンプ自動車 MVFが特装合体したジョブレイバー。武器はC.O.カノン0-SQ型とレスキューブームTS-KL。
ユナイトファイヤブレイバー モリタ 多目的消防ポンプ自動車 MVF 消防艇アーマー
声 - 新祐樹
ファイヤブレイバー モリタ 多目的消防ポンプ自動車 MVFとユナイトビークル消防艇が協働特装合体したジョブレイバー。武器はV.O-S.Iカノン。
メディブレイバー トヨタ ハイメディック救急車
声 - 堀江瞬
A.I.Dとアーマービークル トヨタ ハイメディック救急車が特装合体したジョブレイバー。武器はMSブレードCGⅡとQQバックラーO.E.C.AⅢ型。
ユナイトメディブレイバー トヨタ ハイメディック救急車 ドクターヘリアーマー
声 - 堀江瞬
メディブレイバー トヨタ ハイメディック救急車とユナイトビークルドクターヘリが協働特装合体したジョブレイバー。武器はO.D.I.GニードルとMSブレードCGⅡ、QQバックラーO.E.C.AⅢ型。
エースブレイバー
声 - 岩中睦樹
ACEとフォーミュラカー型アーマービークルが特装合体したジョブレイバー。武器はスペードエースブレード。
ファイヤブレイバー モリタ 全地形対応車 レッドサラマンダー
声 - 新祐樹
MATとアーマービークル モリタ 全地形対応車 レッドサラマンダーが特装合体したジョブレイバー。武器はLS-Qカッター。
メディブレイバー いすゞ ギガ スーパーアンビュランス
声 - 堀江瞬
A.I.Dとアーマービークル いすゞ ギガスーパーアンビュランスが特装合体したジョブレイバー。武器はタンカーシールドQQ-CR。
スタンドブレイバー ENEOS タンクローリー
声 - 福西勝也
NEOとアーマービークル ENEOS タンクローリーが特装合体したジョブレイバー。武器はQ-UガンOLI型、S.A.Qバックラー。なおアニメ版ではジョブレイバーになるとジョブロイドの時とは1人称が変わることが多い中、珍しく合体前のNEOと同じく1人称が「僕」である。
キャリーブレイバー ヤマト運輸 集配トラック
TAROとアーマービークル ヤマト運輸 集配トラック（EV）が特装合体したジョブレイバー。武器はG.TグローブO2-DK。
ハイパーレスキューブレイバー
ファイヤブレイバー モリタ 全地形対応車 レッドサラマンダーとメディブレイバー いすゞ ギガ スーパーアンビュランスが超協働特装合体したジョブレイバー。武器はLS-Qカッター、タンカーシールドQQ-CR。

#### ユナイトビークル
ユナイトビークル白バイ
白バイ型のユナイトビークル。通常はSEEDトランスポーターに量子化状態で待機。
ユナイトビークル消防艇
消防艇型のユナイトビークル。通常はSEEDトランスポーターに量子化状態で待機。
ユナイトビークルドクターヘリ
ドクターヘリ型のユナイトビークル。通常はSEEDトランスポーターに量子化状態で待機。

#### 大型ビークル
SEEDトランスポーター
2話で基地を乗っ取られたSEEDの移動基地として機能する大型運搬車。運転はShokoが担当する。ジョブレイバー、ジョブロイド、アーマービークル、ユナイトビークルを一度に運搬することが可能。ジョブレイバーは合体状態のまま1機デッキアップが可能。ユナイトビークルは実体化し1機デッキアップが可能。

### スタッフ (テレビアニメ)
- 原作 - タカラトミー[78]
- 監督 - 峯沢琢也[78]
- シリーズ構成 - 市川十億衛門[78]
- 音楽 - 高木洋[78]
- 音響監督 - 伊藤巧[78]
- 音響制作 - HALF H・P STUDIO[78]
- 制作 - 小学館集英社プロダクション、インフィニティビジョン[78]
- CG制作 - SMDE、QwaQQa[78]

### 各話リスト（テレビアニメ）
ジョブレイバーセレクション
| 話数   | サブタイトル                                                                | 放送日        |
| ------ | --------------------------------------------------------------------------- | ------------- |
| 第1回  | 走り出せ！ポリスブレイバー 追跡せよ！ポリスブレイバー白バイ                 | 2025年 4月6日 |
| 第2回  | 守る戦い！メディブレイバー 消火を急げ！ファイヤブレイバー                   | 4月13日       |
| 第3回  | 警察・消防・救急！協働ミッション！ 登場！黒いジョブレイバー                 | 4月20日       |
| 第4回  | 悪い奴を片付けろ！クリーンブレイバー 出動！ブレイバートランスポーター       | 4月27日       |
| 第5回  | 配達完了！キャリーブレイバー 工事現場の指揮官！ビルドブレイバー             | 5月4日        |
| 第6回  | 新たな相棒！警察犬ワンワンマル 超特装合体！ギガントポリスブレイバー         | 5月11日       |
| 第7回  | 超特装合体！ギガントファイヤブレイバー 超特装合体！ギガントメディブレイバー | 5月18日       |
| 第8回  | 重連特装合体！スカイブレイバー 仲間の力！アナザースカイモード               | 5月25日       |
| 第9回  | 新生！ポリスブレイバー バージョンアップ！ファイヤブレイバー                 | 6月1日        |
| 第10回 | 新たなるメディブレイバー 工事現場を取り戻せ！グランドビルドブレイバー       | 6月8日        |
| 第11回 | グランドビルドブレイバー ダンプアームモード 蒼と白のポリスブレイバー        | 6月15日       |
| 第12回 | 緊急招集！ジョブレイバー ZIPメタル超解凍！T.J.Oワッパー                     | 6月22日       |
| 第13回 | 設立！その名はSEED 街を守れ、ギガントポリスブレイバーエターナル             | 6月29日       |

特装合体ロボ ジョブレイバー
| 話数  | サブタイトル                               | 脚本         | 絵コンテ   | 放送日        |
| ----- | ------------------------------------------ | ------------ | ---------- | ------------- |
| 第1話 | 出動せよ！ポリスブレイバー                 | 市川十億衛門 | 小林亮一   | 2025年 7月6日 |
| 第2話 | 激走！ユナイトポリスブレイバー             | 市川十億衛門 | 小林亮一   | 7月13日       |
| 第3話 | 協働特装合体！ユナイトファイヤブレイバー   | 笹川勇       | 金田貞徳   | 7月20日       |
| 第4話 | 協働特装合体！ユナイトメディブレイバー     | 笹川勇       | 武志鵬     | 7月27日       |
| 第5話 | スーパーアンビュランスとレッドサラマンダー | 永野たかひろ | 宮崎なぎさ | 8月3日        |
| 第6話 | ファイヤー＆レスキュー！救出作戦！！       | 永野たかひろ | 三井貴夫   | 8月10日       |
| 第7話 | 満タンチャージ！スタンドブレイバー         | 佐藤慎司     | 西沢晋     | 8月17日       |